# Birkin bag (lied)
Birkin bag is een lied van de Nederlandse rappers JoeyAK en Frenna. Het werd in 2022 als single uitgebracht en stond in 2023 als achttiende track op het album Most hated van JoeyAK.

## Achtergrond
Birkin bag is geschreven door Alejandro Boberto Hak, Joël Hoop, Ruben Schnieders, Francis Edusei en Tevin Irvin Plaate en geproduceerd door Gubes. Het is een nummer dat past in de genres nederhop en trap. Het lied samplet het gelijknamige nummer dat in 2020 op de B-kant stond op de single VIP girls van Jandro en Frenna. In het lied rappen de artiesten over het verlangen naar het hebben van veel geld en dure spullen. In het lied is het hebben van dure spullen een metafoor voor succesvol zijn. 
Het is niet de eerste keer dat de twee artiesten met elkaar samenwerken. Dit deden zij eerder al op Laat het niet lijken.

## Hitnoteringen
De artiesten hadden bescheiden succes met het lied in Nederland. Het kwam tot de 26e plaats van de Single Top 100 in de twee weken dat het in deze hitlijst te vinden was. De Top 40 en haar Tipparade werden niet bereikt.